# You 'N Me
You 'N Me è un album di Zoot Sims e Al Cohn, pubblicato dalla Mercury Records nel 1960 . Il disco fu registrato il 1° e 3 giugno 1960 al Fine Recording di New York City, New York (Stati Uniti).

## Tracce
Lato A
1. The Note – 4:10 (Al Cohn)
2. You'd Be so Nice to Come Home To – 4:50 (Cole Porter)
3. You 'N Me – 4:40 (Al Cohn)
4. On the Alamo – 4:34 (Isham Jones, Gus Kahn)

Lato B
1. The Opener – 3:44 (Bill Potts)
2. Angel Eyes – 3:15 (Matt Dennis, Earl Brent)
3. Awful Lonely – 4:20 (George Handy)
4. Love for Sale – 4:56 (Cole Porter)
5. Improvisation for Unaccompanied Saxophones – 2:25 (Al Cohn, Zoot Sims)

## Musicisti
- Zoot Sims - sassofono tenore
- Zoot Sims - clarinetto (brano: Angel Eyes)
- Al Cohn - sassofono tenore
- Al Cohn - clarinetto (brano: Angel Eyes)
- Mosé Allison - pianoforte
- Major Holley - contrabbasso
- Osie Johnson - batteria[5]